# Conseil école-collège
Le conseil école-collège a pour mission de mener des actions pédagogiques et regroupe des enseignants du premier et du second degré dans le système éducatif français.
Ce conseil fait la liaison entre les classes de cycle 3 (CM1, CM2 et 6e).